# بوينغ 747 أس بي
بوينغ 747 أس بي هي نسخة معدلة من طائرة بوينغ 747 و التي صممت للمسافات الطويلة جدا، أس بي (SP) تعني "Special Performance" أي أداء خاص، وبالمقارنة مع سلفها البوينغ 747-100 ، 747 أس بي حافظت على بدنها العريض و محركاتها الأربعة، لكنها امتازت بجسمها القصير، وأجزاء ذيلها العريض .